# 第一代法罗顿的格雷子爵爱德华·格雷
第一代法罗顿的格雷子爵爱德华·格雷，KG，PC，FZL，DL（Edward Grey, 1st Viscount Grey of Fallodon，1862年4月25日-1933年9月7日），以三等从男爵爱德华·格雷爵士一名著称，英国自由党政治家。他在1905年至1916年间担任外交大臣，是任期最长的外交大臣。格雷在第一次世界大战爆发时说了一段话，他大概因此而广为人知：“整个欧洲的灯火正在熄灭。在我们的有生之年将不会再看到它们被重新点燃。”1916年，他获封为子爵。格雷在1919年至1920年间担任英国驻美大使，在1923年至1924年间担任自由党上议院领袖（Leader of the Liberal Party in the House of Lords）。他还是一个鸟类学家。